# میخک دورنگ
میخک دورنگ (نام علمی: Pittosporum bicolor) نام یک گونه از سرده میخک زینتی است.

## نگارخانه

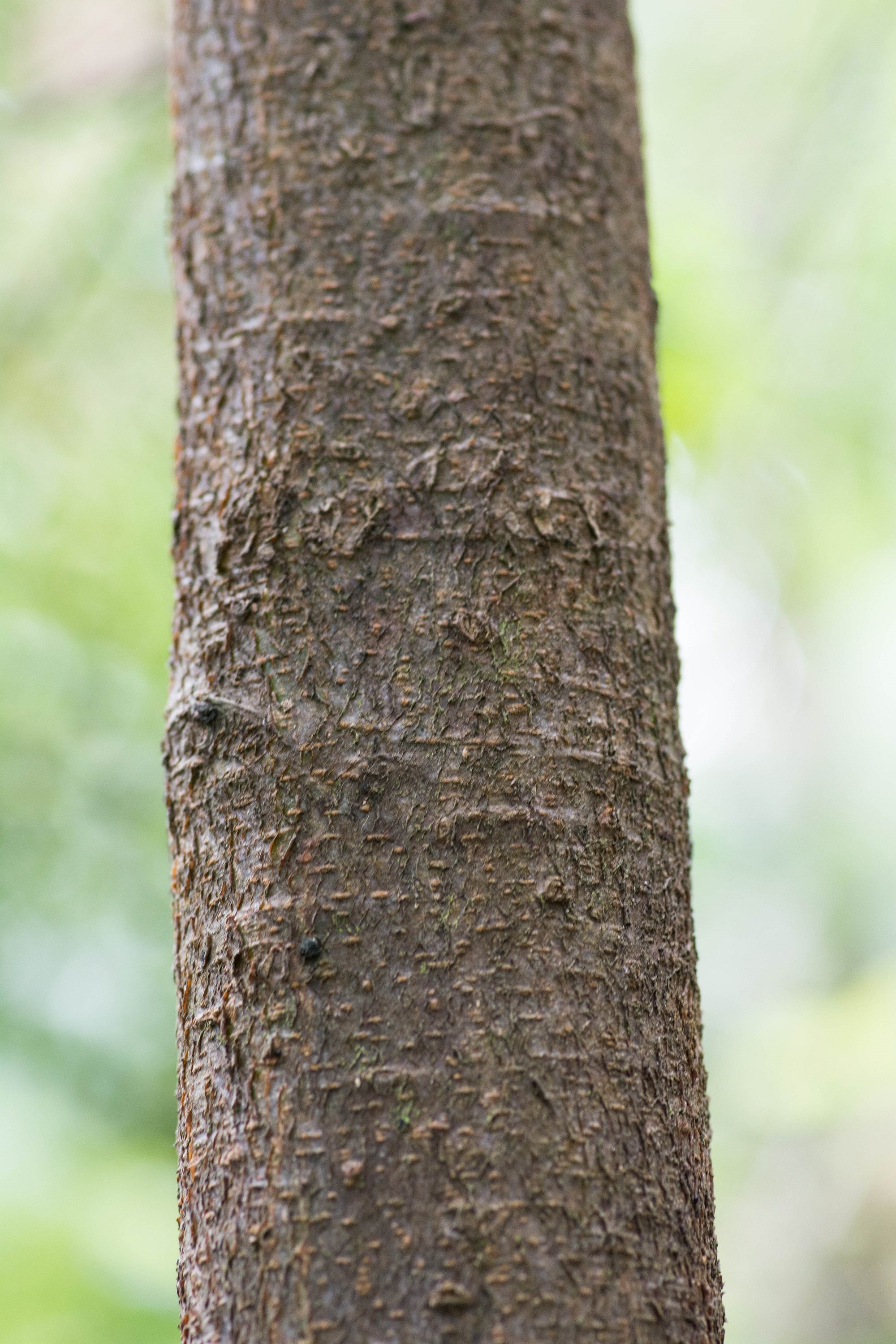
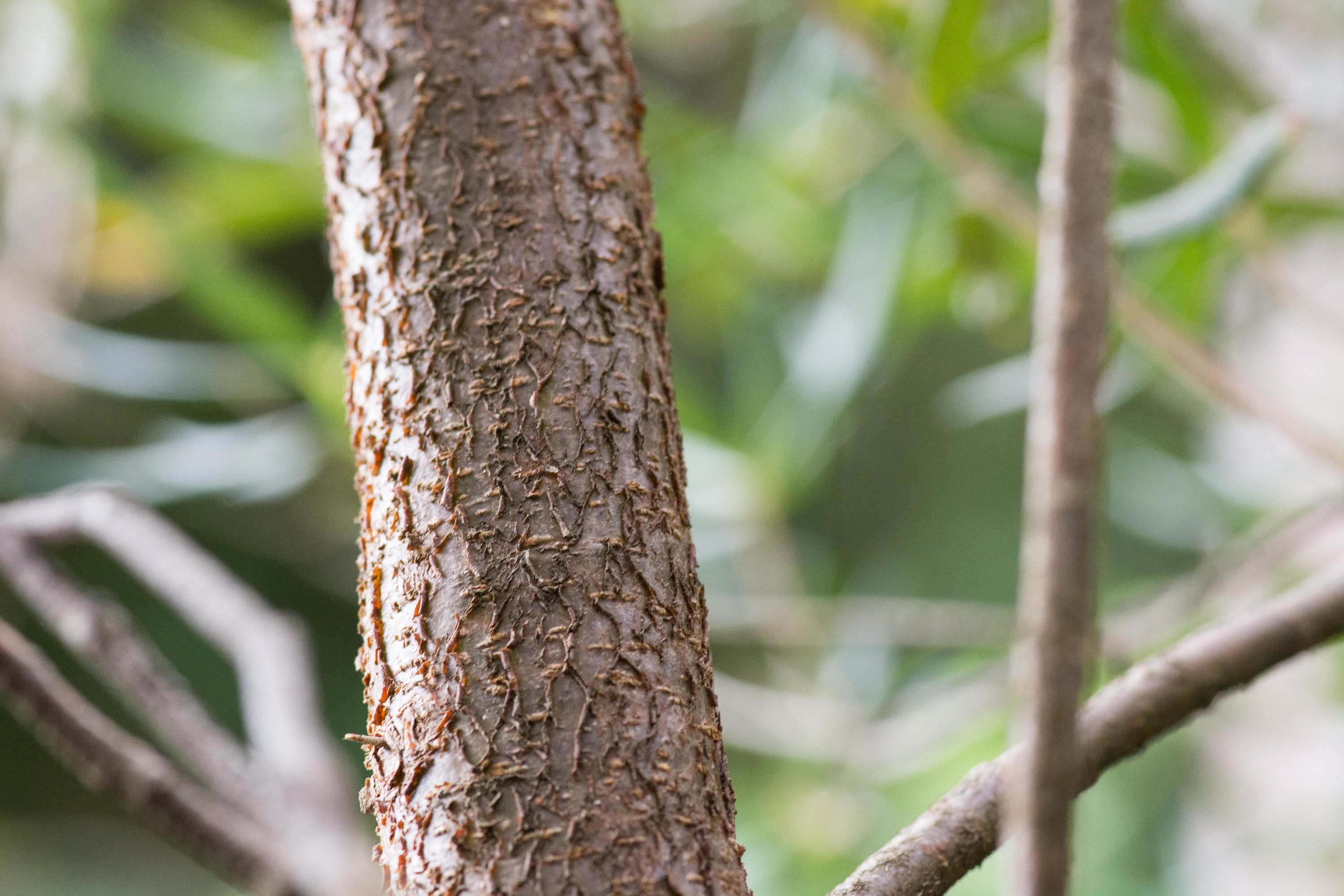
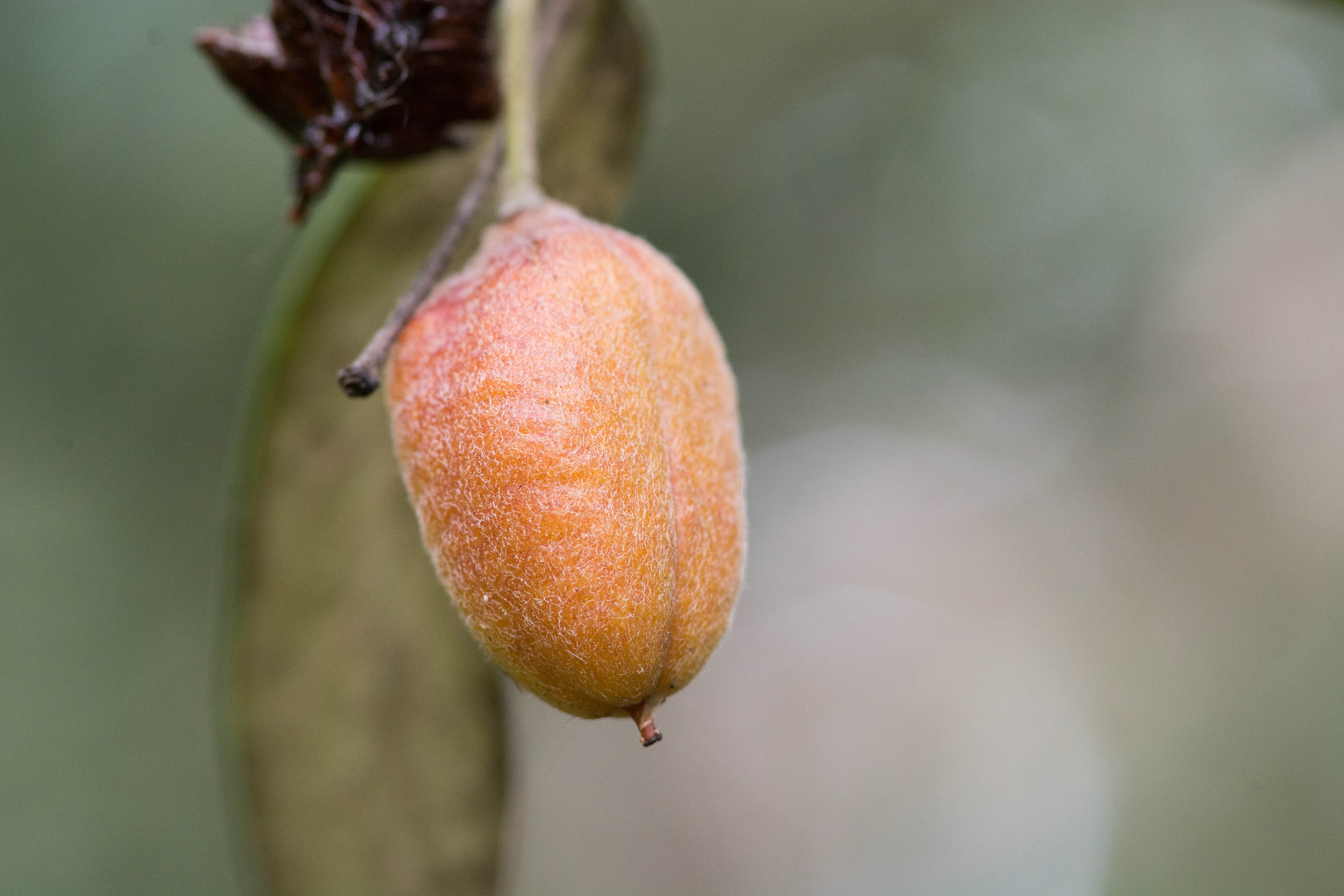
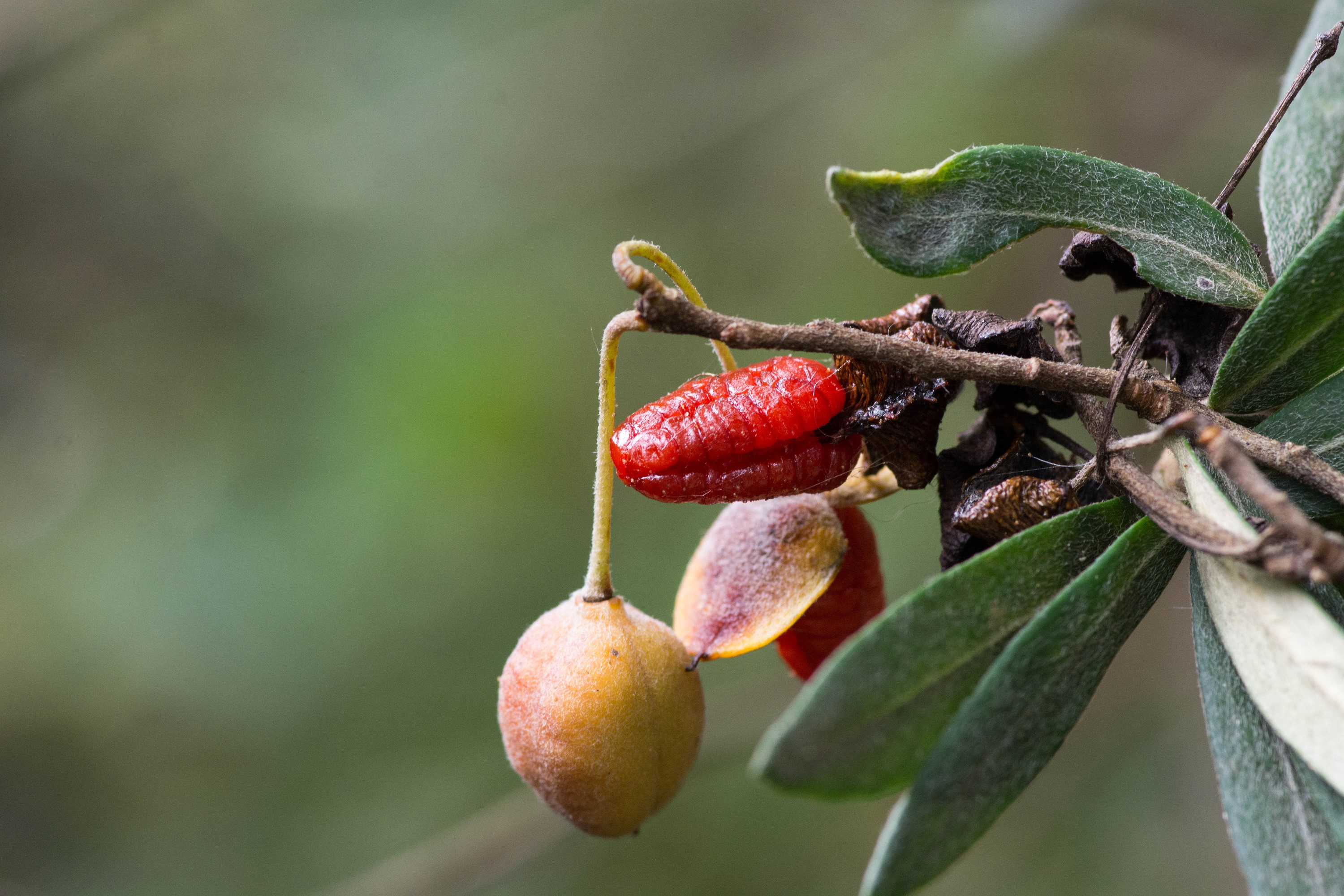
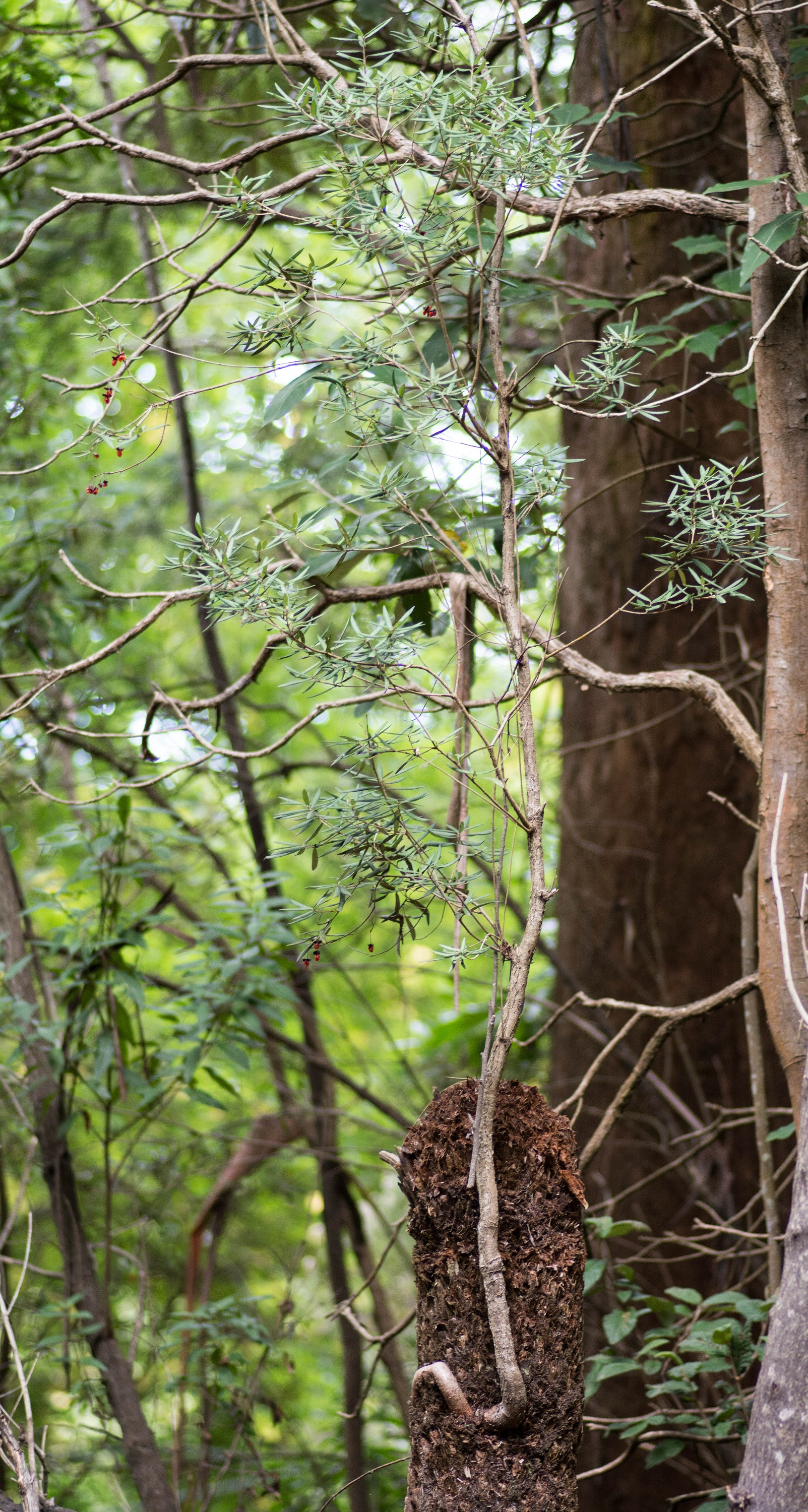
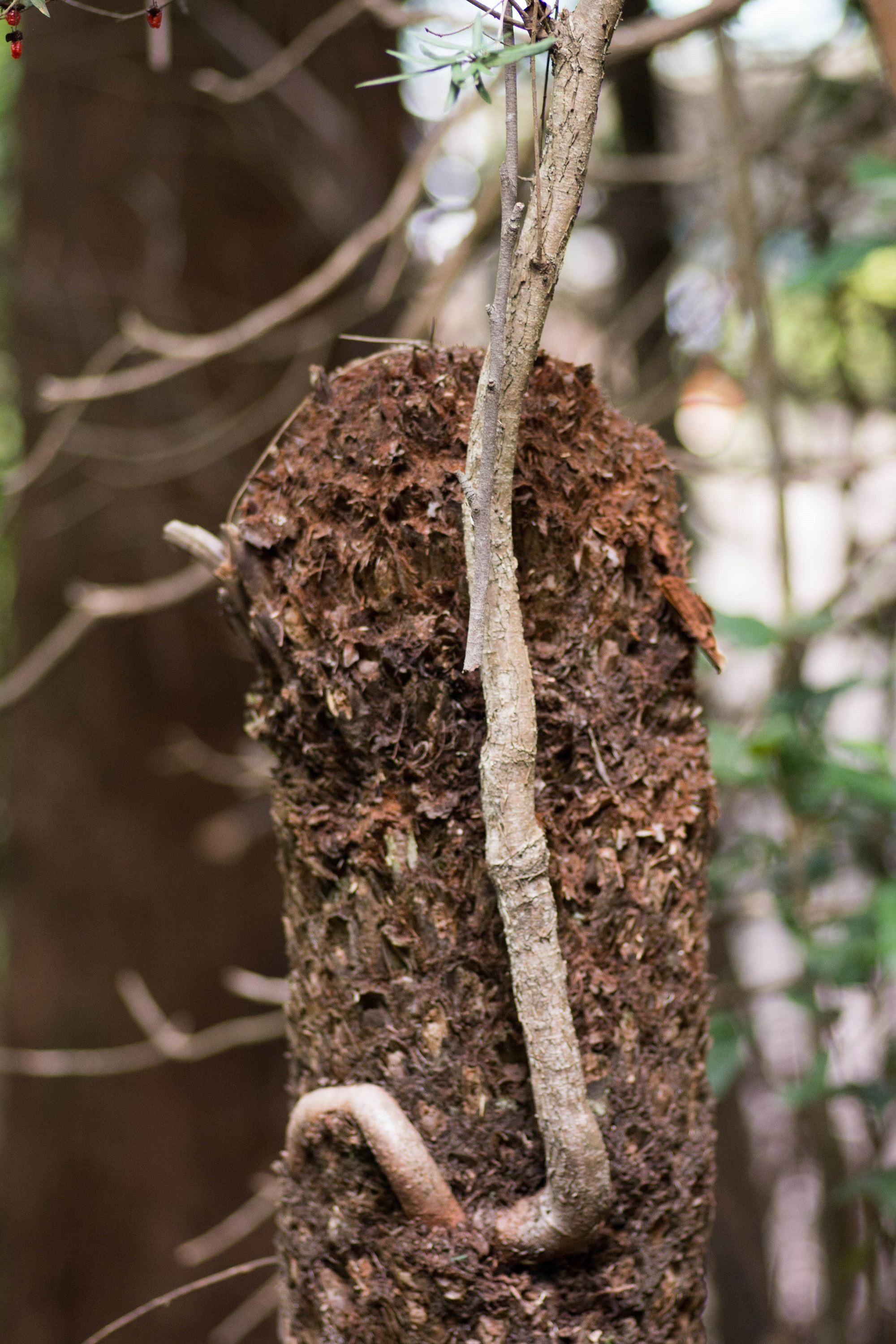
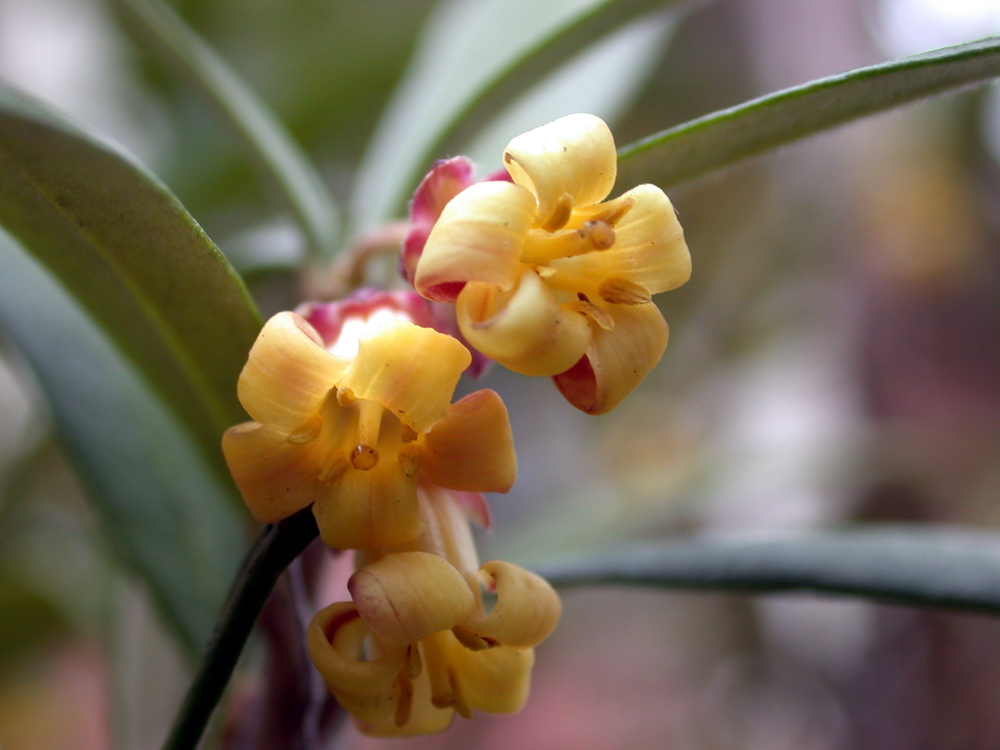
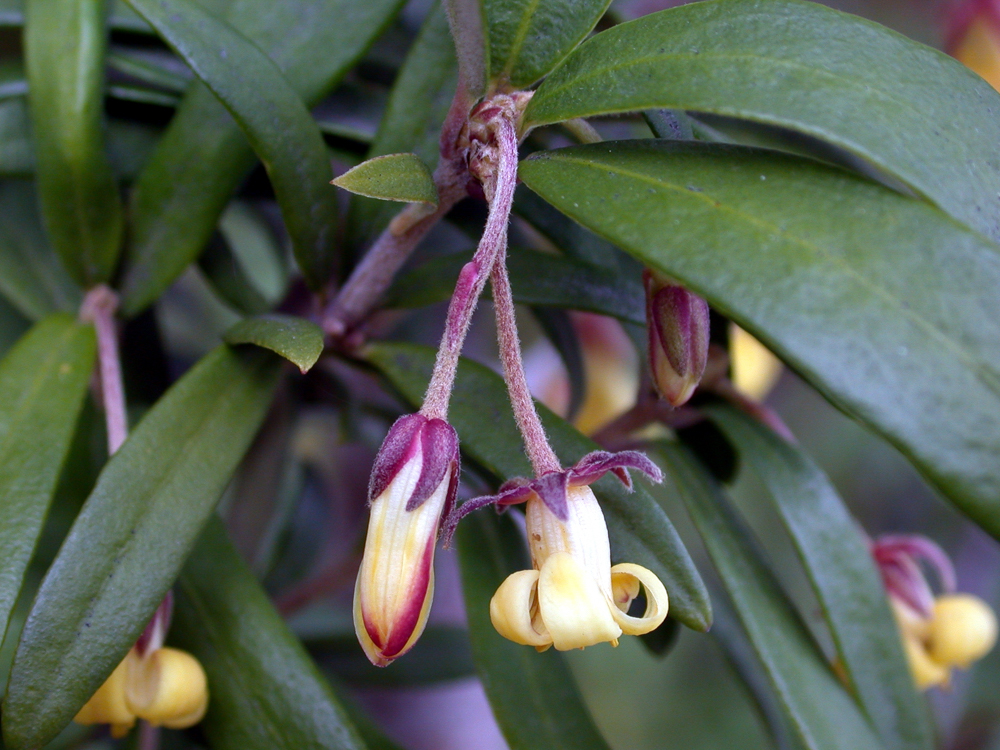